# Songea
Songea est une ville du sud de la Tanzanie et la capitale de la région de Ruvuma. 

## Géographie
Elle était peuplée de 99 961 habitants en 2002. Elle est le siège de l'archidiocèse de Songea avec la cathédrale Saint-Mathias-Mulumba-Kalemba.